# 헤이마켓

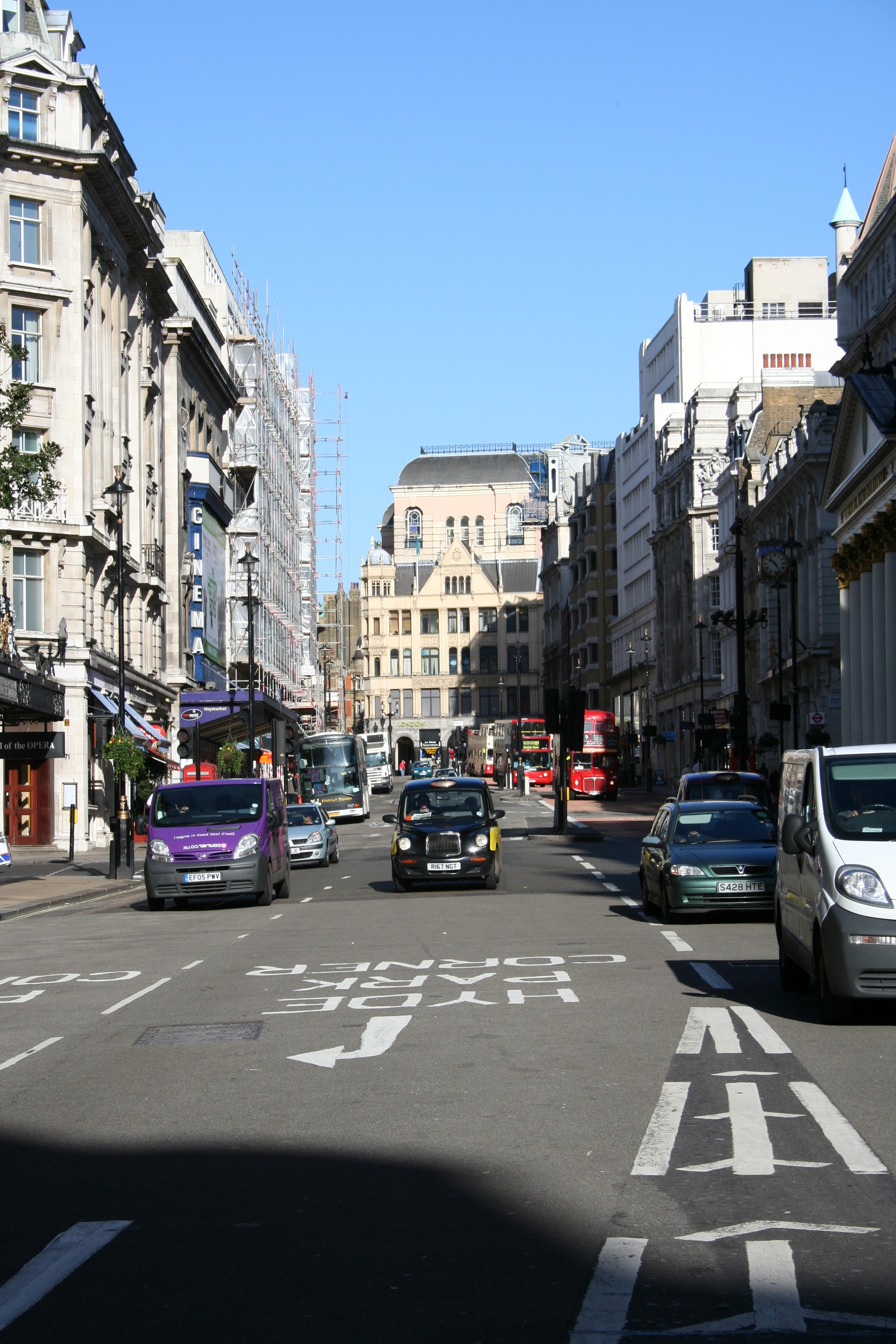

헤이마켓(The Haymarket)은 잉글랜드, 런던의 웨스트민스터 시, 성 제임스 지구안에 있는 거리이다.북쪽으로는 피카딜리 서커스와 만나며, 남쪽으로는 펄 몰과 만난다. 이 곳에 수많은 고급 음식점과, 두개의 주요한 극장(헤이마켓 극장과 여왕 폐하 극장)과 시네마 복합체, 그리고 뉴질랜드 하우스가 있다.
이곳은 런던의 극장 지구인 웨스트 엔드의 일부로, 적어도 17세기 이후부터 극장 지역이어왔다.
예전 몇세기동안 헤이마켓은 런던의 가장 유명한 매음굴 중심지 중의 하나였으나, 이는 더 이상 해당 사항이 없다.
헤이마켓은 로어 리젠트 도로와 평행히 뻗으며, 두길이 함께 일방통행 시스템을 형성하며, 로어 리젠트 도로는 북쪽 방향의 교통을 맡고, 헤이마켓 도로는 남쪽 방향의 통행을 맡는다. 이 두 도로는 런던 중심부에서, 브리스톨 근처인 아본마우스로 뻗는 A4거리의 일부로 정렬된다.
- Haymarket Theatre productions